# کووجه
کووجه (به لهستانی:  Kłódzie) یک روستا در لهستان است که در گمینا سکوژتس واقع شده‌است. کووجه  ۲۴۰ نفر جمعیت دارد.